# 루실 노먼

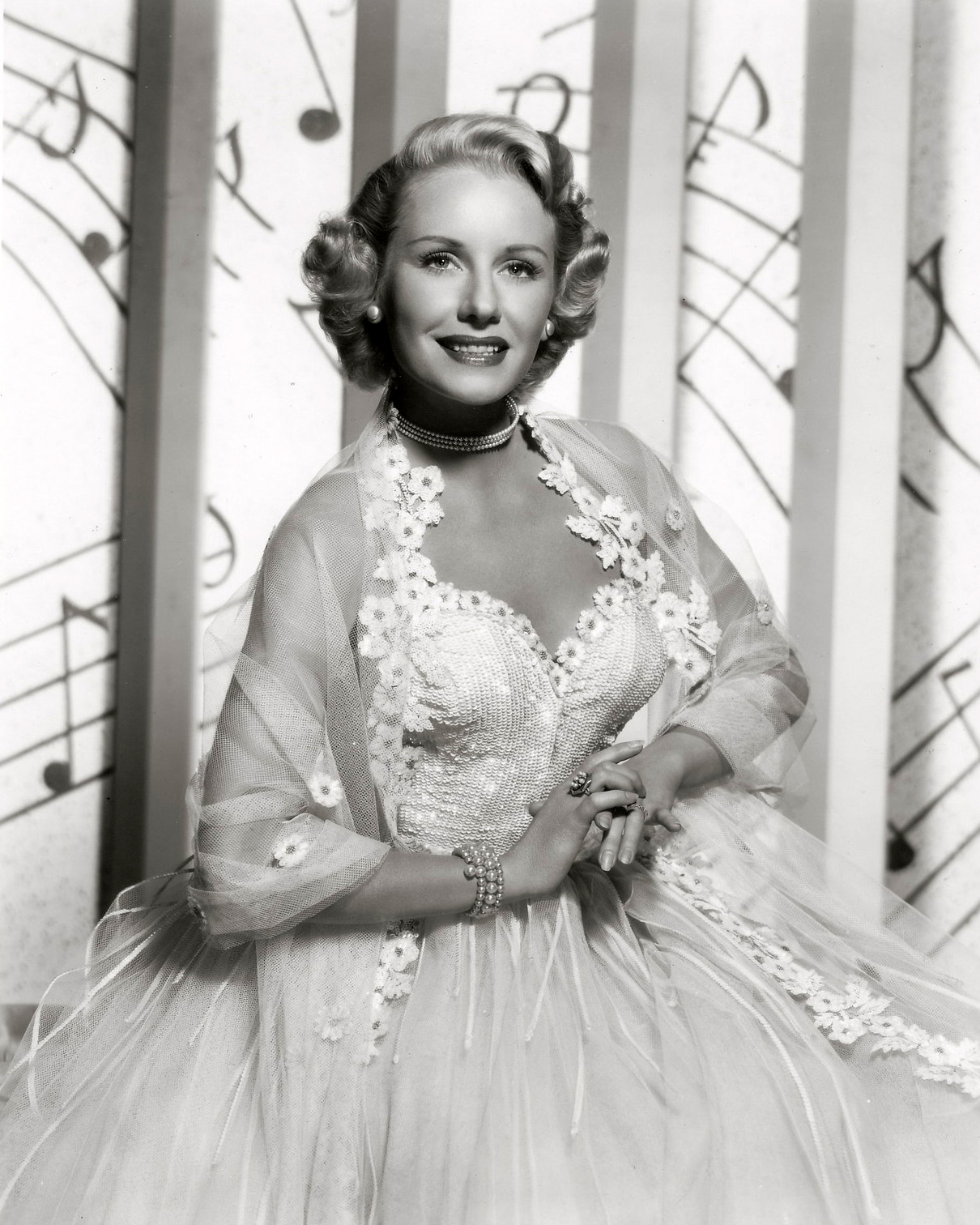

루실 노먼(Lucille Norman, 1921년 6월 15일 ~ 1998년 4월 1일)은 미국의 가수, 배우, 라디오 DJ, 영화배우이다.
링컨에서 태어났으며 글렌데일에서 사망하였다.

## 영화
- 스타리프트 (1951년)
- 그레이트 모건 (1946년)